# Trząska-Zawodzie
Trząska-Zawodzie – wieś w Polsce położona w województwie śląskim, w powiecie częstochowskim, w gminie Kłomnice.